# Andrea Marcon

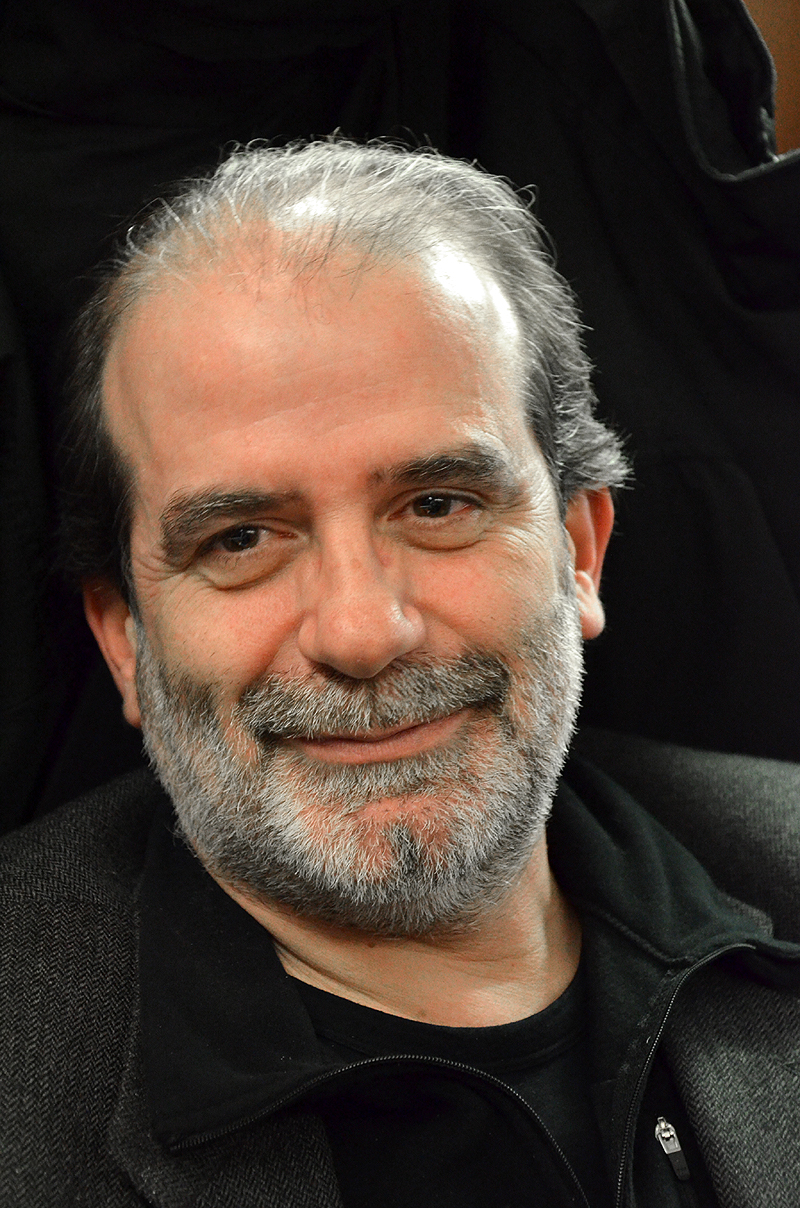
Andrea Marcon (2013)

Andrea Marcon (* 6. Februar 1963 in Treviso) ist ein italienischer Organist, Cembalist und Dirigent.

## Leben und Wirken
Andrea Marcon begann seine musikalische Ausbildung im Alter von sieben Jahren. Er studierte Orgel und Cembalo bei Vanni Ussardi am Konservatorium von Castelfranco Veneto und wurde 1983 zum Hauptorganisten am Dom von Treviso ernannt. Von 1983 bis 1987 studierte er an der Schola Cantorum Basiliensis bei Jean-Claude Zehnder, Jesper Christensen und Jordi Savall. Daneben besuchte er Meisterkurse bei Luigi Ferdinando Tagliavini, Hans van Nieuwkoop, Harald Vogel und Ton Koopman.
Er war 1985 einer der Preisträger beim Musica Antiqua Wettbewerb in Brügge, 1986 des Orgelwettbewerbes Paul Hofhaimer in Innsbruck und 1991 des Cembalowettbewerbes von Bologna. 1986 erhielt er in Colmar den Regio-Förderpreis für Musik.
Von 1983 bis 1997 war er Cembalist und Organist des von ihm gegründeten Ensembles für Alte Musik Sonatori della Gioiosa Marca. Er rief 1989 das Orgelfestival Città di Treviso e della Marca Trevigiana, 1990 die Orgelakademie Schloss Goldrain (Südtirol) und 1995 die Orgelakademie Città di Treviso ins Leben. 1997 gründete er das Venice Baroque Orchestra, das sich unter anderem der Aufführung barocker Opern widmet.
Er tritt bei internationalen Konzerten als Orgel- und Cembalosolist auf. Als Solist, mit den Sonatori della Gioiosa Marca und dem Venice Baroque Orchestra spielte er Aufnahmen für den Rundfunk und auf CD ein. Für die Orgel-CD The Heritage of Frescobaldi erhielt er 1996 den Preis der Deutschen Schallplattenkritik und den Internationalen Preis Antonio Vivaldi für Alte Italienische Musik; auch die 1997 erschienene CD Sonatas for Organ by Domenico Scarlatti erhielt den Preis der Deutschen Schallplattenkritik.
Mit dem Venice Baroque Orchestra führte er 1998 Francesco Cavallis L’Orione, 2000 Georg Friedrich Händels Siroe und 2001 Domenico Cimarosas L’olimpiade auf. 2002 dirigierte er das Orchester bei Auftritten im Concertgebouw, bei den Proms und in zwanzig Städten der USA. 2004 dirigierte er an der Frankfurter Oper Händels Ariodante. Im Februar 2010 hat Marcon Vivaldis Oper Orlando furioso neu eingerichtet und in der Frankfurter Oper dirigiert. 2005 führte er mit Katia und Marielle Labèque Bachs Cembalokonzerte auf.
Seit 1997 unterrichtet Andrea Marcon an der Schola Cantorum Basiliensis Cembalo und wirkt daneben als Gastdozent am Sweelinck Conservatorium in Amsterdam. Seit 2009 ist Marcon künstlerischer Leiter des La Cetra Barockorchester Basel. Ferner dirigierte er mehrere Opern am Theater Basel, unter anderem La Calisto von Francesco Cavalli. 2014 leitete er die erste moderne Aufführung von Antonio Caldaras Serenata La concordia de’ pianeti.
2021 erhielt Marcon den Händel-Preis der Stadt Halle.